# Noctúria
Noctúria (do latim nox, noite e do grego [τα] ούρα, urina), é a necessidade de se levantar durante a noite para esvaziar a bexiga, interrompendo assim o sono. Pode ser de causa cardiaca, hepatica, autoimune ou renal. De causa cardíaca podemos incluir a insuficiência cardíaca congestiva (ICC). Causa hepática: remédios hepatotoxicos e cirrose. Renal: insuficiência renal crônica (IRC).
Apesar dos nomes serem muito semelhantes, esse sinal difere da nictúria, que representa a inversão do hábito urinário normal, onde uma pessoa urina mais e em maior quantidade durante a noite do que durante o dia.